# آباده آبگرم
آباده آبگرم، روستایی از توابع  شهرستان کوار در استان فارس ایران است.

## جمعیت
این روستا در شهرستان کوار قرار دارد و براساس سرشماری مرکز آمار ایران در سال ۱۳۸۵، جمعیت آن ۲۰ نفر (۳۳۴خانوار) بوده‌است.
- «نتایج سرشماری عمومی نفوس و مسکن ۱۳۸۵». درگاه ملی آمار ایران. بایگانی‌شده از اصلی در ۱ ژانویه ۲۰۱۳. دریافت‌شده در ۱ ژانویه ۲۰۱۳.